# Rue Bougainville
La rue Bougainville est une rue du 7e arrondissement de Paris.

## Situation et accès

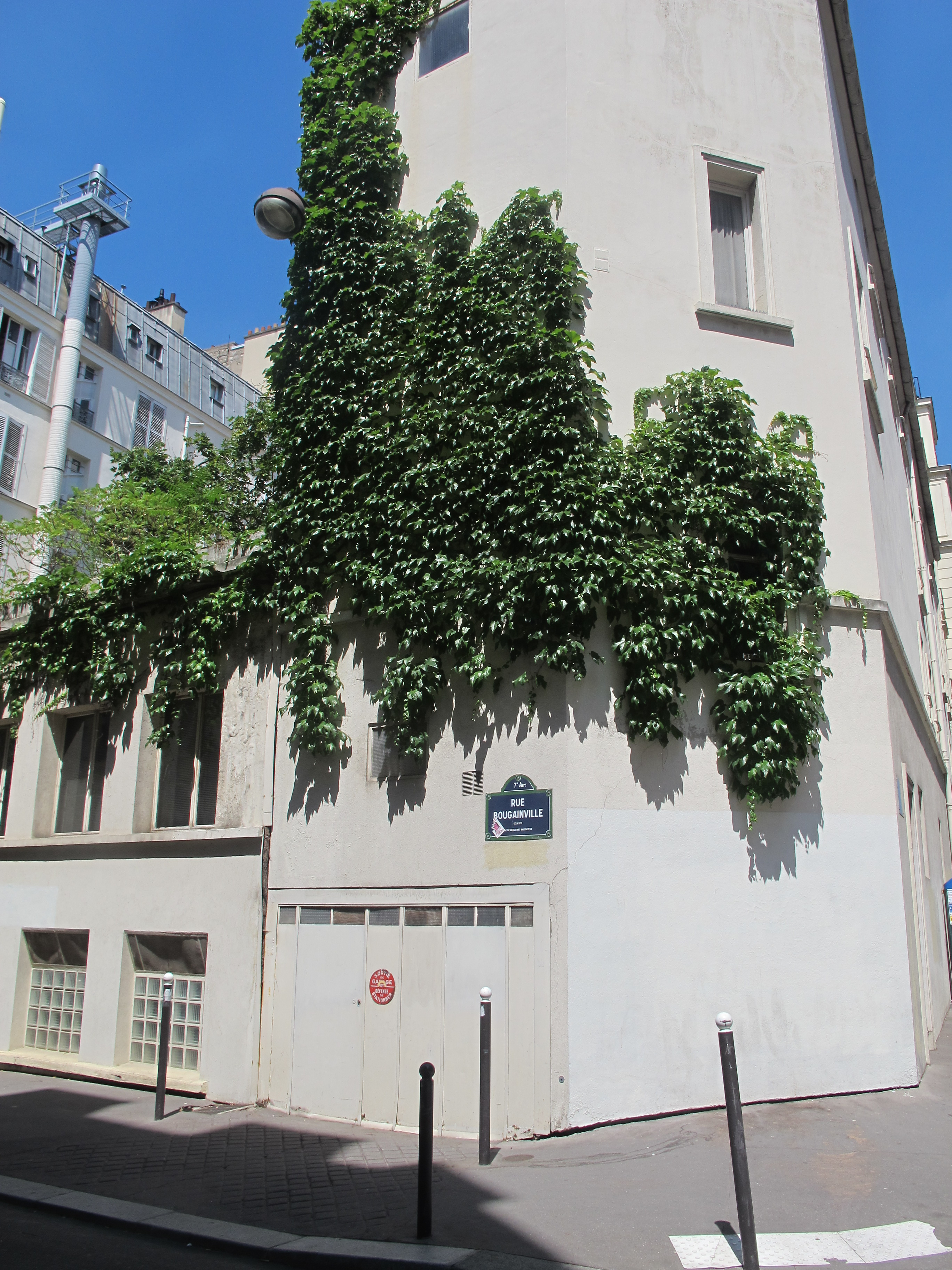
Au croisement avec la rue Chevert.

La rue Bougainville est une voie publique située dans le 7e arrondissement de Paris. Elle débute au 17, avenue de La Motte-Picquet et se termine au 16, rue Chevert.

## Origine du nom

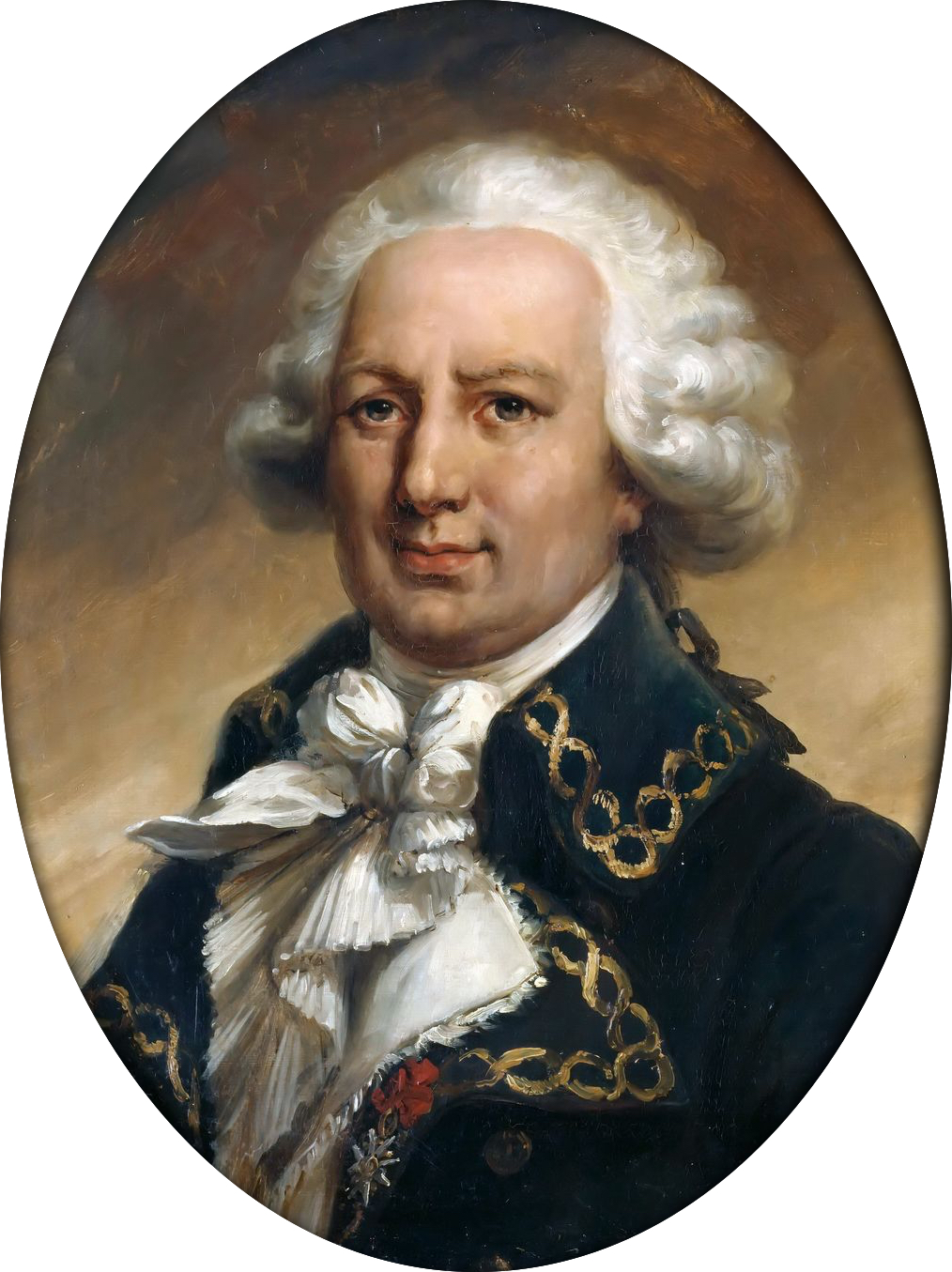
Louis-Antoine de Bougainville.

Elle tire son nom du navigateur Louis-Antoine de Bougainville (1729-1811).

## Historique
L'actuelle rue est un tronçon du chemin qui menait autrefois au gibet de l'abbaye de Saint-Germain-des-Prés, à l'origine installé au niveau de la basilique Sainte-Clotilde. Avec l'extension de Paris, le gibet est éloigné de la ville, déplacé à l'actuel croisement de la rue Bougainville et de la rue Chevert.
Après la Révolution, le chemin prend le nom de « petite-rue Chevert ». La voie est alignée par une ordonnance du 12 décembre 1845 et reçoit sa dénomination actuelle par un décret du 24 août 1864.